# Rhaebo guttatus
Bufo guttatus és una espècie d'amfibi que viu a Bolívia, el Brasil, Colòmbia, l'Equador, Guaiana Francesa, Guaiana, el Perú, Surinam i Veneçuela.
Està amenaçada d'extinció per la pèrdua del seu hàbitat natural.